# Vanguard Records
Vanguard Records é uma gravadora fundada em 1950 pelos irmãos Maynard e Seymour Solomon em Nova Iorque. Começou como uma gravadora de música clássica, mas talvez seja mais conhecida pelo seu catálogo de gravações de artistas de folk e blues na década de 60.